# Jügesheim
Jügesheim je četvrt grada Rodgau u Hessenu, Njemačkoj. 
Jügesheim se prvi put spominje 1261. godine pod imenom Guginsheim. Vjeruje se da ime dolazi od upravitelja sela koji se zvao Gugin ili Guginhart. Ostali oblici imena u toku srednjeg vijeka koji su korišteni su: Gugesheym, Gogeßheym, Goginsheym i Gugesheim. Jügesheim je osnivan u Franačko vrijeme (točnije, između 481. – 560. godine), kraj stare rimske ceste u šumskom području Maingau. Pored Jügesheima, Franci su izgradili novu vojnu koloniju, zbog nadozora zemlje.  
Sredinom sedamdesetih godina 20. stoljeća, dolazi do značajnog rasta industrijske proizvodnje. Jügesheim postaje središte naselja Rodgau. Danas je Jügesheim drugi po veličini u okrugu Rodgau s oko 11700 stanovnika. 
Sjeverno od grada između Hainhausena i Jügesheima nalazi se vodotoranj koji je izgrađen između 1936. – 1938., a visok je 43,5 metra. Danas stoji kao spomenik, te je prepoznatljiva vizura Jügesheima.  
Stanovništvo 
- 1576. Jügesheim je imao 36 domaćinstava.
- 1681. u Jügesheimu je živjela 121 obitelj.
- 1834. selo je imalo 1071. stanovnika.
- U 20. stoljeću broj stanovnika porastao je od 3174 u 1939. godini, do 7673 osoba u 1970.
- Na kraju 2007. grad je imao 11.855 stanovnika.